# Romaine (rivier)
De Romaine is een 500 kilometer lange rivier in het zuidoosten van Québec in Canada. De rivier stroomt van noord naar zuid en mondt uit in de Saint Lawrence bij Havre-Saint-Pierre. De kortere Olomanerivier stond in het verleden ook bekend onder deze naam. In de rivier zijn drie grote waterkrachtcentrales van Hydro-Québec in aanbouw en een vierde centrale is eind 2014 in gebruik genomen.
De bovenloop van de rivier vormt (tot aan de 52e breedtegraad noord) gedurende bijna 200 km de grens tussen Québec en Newfoundland en Labrador. De grens loopt gelijk met de linkeroever waardoor de rivier volledig aan Québec toebehoort.

## Waterkrachtcentrales
Vanaf 2009 wordt er gewerkt aan de bouw van vier waterkrachtcentrales in de rivier. De opdrachtgever voor deze kunstwerken is Hydro-Québec en het project vergt een investering van CAD 6,5 miljard. Zijn alle vier de centrales gereed, dan staat zo’n 1.550 MW aan vermogen opgesteld langs de rivier. De vier centrales kunnen per jaar ongeveer 8,0 TWh aan elektriciteit produceren.
In 2014 is de eerste van de vier centrales in productie gekomen. In november en december 2014 zijn de twee eenheden van Romaine-2 opgestart en is de levering van elektriciteit aan het netwerk gestart.
| Naam      | Type centrale  | Locatie (in km van monding) | Vermogen (in MW) | Aantal Francisturbines | Valhoogte (in meters) | Ingebruikname (jaar) |
| --------- | -------------- | --------------------------- | ---------------- | ---------------------- | --------------------- | -------------------- |
| Romaine-1 | Riviercentrale | 52                          | 270              | 2                      | 61                    | 2016                 |
| Romaine-2 | Stuwmeer       | 90                          | 610              | 2                      | 151                   | 2014                 |
| Romaine-3 | Stuwmeer       | 159                         | 380              | 2                      | 116                   | 2017                 |
| Romaine-4 | Stuwmeer       | 192                         | 250              | 2                      | 93                    | 2020                 |